# Abd-al-Àkhir (nom)
Abd-al-Àkhir és un nom masculí teòfor àrab islàmic (àrab: عبد الآخر, ʿAbd al-Āẖir) que literalment significa ‘Servidor de l'Ésser Suprem’ o ‘de l'Últim’ essent ‘l'Ésser Suprem’ o ‘l'Últim’ un dels epítets de Déu. Si bé Abd-al-Àkhir és la transcripció normativa en català del nom en àrab clàssic, també se'l pot trobar transcrit ‘Abdul `Aakher... normalment per influència de la pronunciació dialectal o seguint altres criteris de transliteració. Com a teòfor, també el duen molts musulmans no arabòfons que l'han adaptat a les característiques fòniques i gràfiques de la seva llengua.